# بولشه‌سوخویازوو
بولشه‌سوخویازوو (انگلیسی: Bolshesukhoyazovo) یک شهرک در شهرستان میشکینسکی استان باشقیرستان کشور روسیه است.